# Yadémassivet
Yadémassivet eller Jadehøjlandet (fransk: Massiv de Yadé) er den østligste del af Adamaouahøjlandet, og består af et omfattende højland med isolerede inselberge, der rejser sig et par hundrede meter over plateauet. Det strækker sig fra den nordvestlige del af Den Centralafrikanske Republik mod vest til den østlige del af Cameroun. Massivets højeste bjerg er lidt over 1.400 meter højde Mont Ngaoui, som ligger på grænsen mellem de to lande og også er det højeste bjerg i Den Centralafrikanske Republik.

## Navnet
Navnet Massif de Yadé opstod i 1909 på foranledning af den franske kommandør Lenfant. Yadé var navnet på en landsby, 12 km sydvest for Bocaranga, og som Lenfant betragtede som centrum for massivet.

## Geologi
Yadé-massivet består af granit og er indrammet af forkastninger. De vigtigste forkastninger, Bozoum-riften i sydøst og Mbéré- og Djérem- rifterne i vest, strækker sig omtrent i længderetningen vest-sydvest-øst-nordøst. Sidstnævnte repræsenterer den vestlige grænse og dermed afgrænsningen fra Adamawa-højlandet i snævrere forstand.

## Hydrografi
Yadé-massivet danner vandskel mellem tre flodsystemer. Det er kilden til floderne Logone og Ouham, som tilhører Tchadbækkenet, som ikke har noget udløb; Floderne Sangha, Nana og Lobaye , som er en del af Congo-bassinet; og Lom- og Djérem- floderne, som tilsammen danner Sanaga og løber direkte vestpå ud i Atlanterhavet.